# Štábní rotmistr
Štábní rotmistr byla vojenská hodnost používaná v letech 1925-2011 Československou armádou, ČSLA[zdroj⁠?!] a později i Armádou České republiky.[zdroj⁠?!]
Označením byly čtyři trojcípé stříbrné hvězdy. Byla řazena do sboru rotmistrů jako nejvyšší hodnost daného sboru. Nejbližší nižší hodností byl nadrotmistr a nejbližší vyšší hodností podpraporčík.